# MAN 630

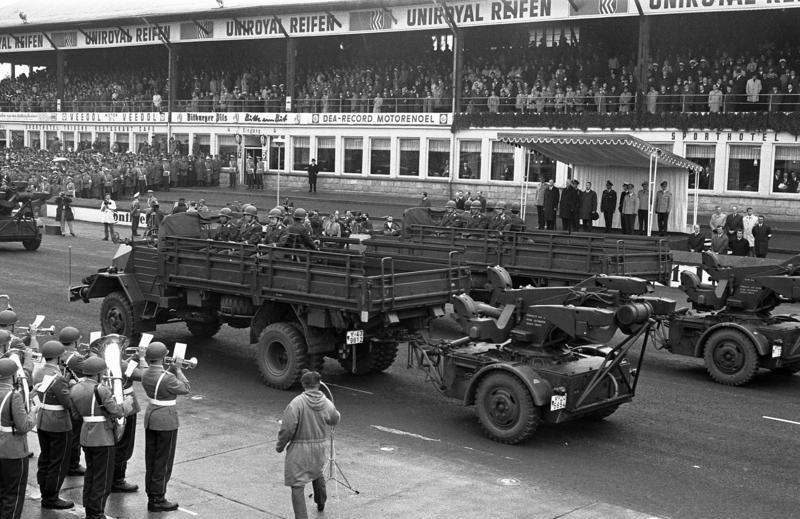
MAN 630 zonder canvas en met dubbele achterbanden

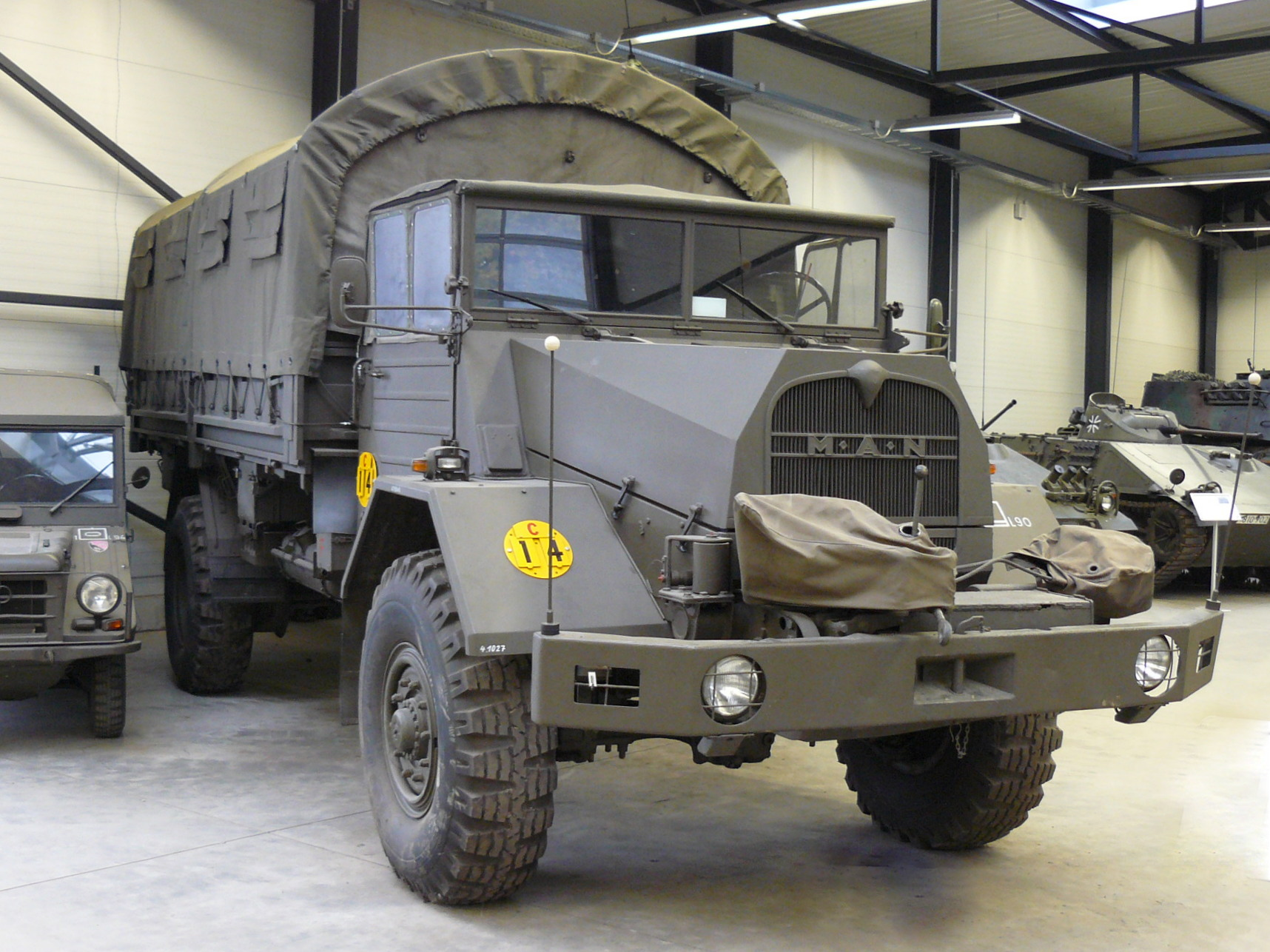
Versie met canvas kap, enkele achterband en lier aan de voorzijde in het Pantsermuseum Munster

De MAN 630 was lange tijd de standaard vrachtwagen voor de Bundeswehr. Hij werd geproduceerd door MAN. Vanaf 1958 kwam het voertuig in gebruik en tot het einde van de productie in 1972 zijn er meer dan 20.000 exemplaren geleverd. De Bundeswehr begon in de zeventiger jaren met de vervanging van deze voertuigen.

## Beschrijving
Het voertuig had een standaard indeling; voor de bestuurderscabine met motor en achter de laadruimte afgedekt met een canvas kap. De cabine bood ruimte voor een chauffeur en 2 passagiers. De cabine was ook voorzien van een canvas dak, na verwijdering hiervan kon de voorruit worden neergeklapt waardoor het voertuig minder hoog werd. Het laadvermogen was bepaald op 5 ton.
De MAN 630 had vier wielen die allemaal werden aangedreven, 4x4. Het voertuig was uitgerust met een watergekoelde MAN Model D 1246-motor die geschikt was voor diverse brandstoffen (Engels: multi-fuel). De zes cilinders hadden een cilinderinhoud van 8275 cm³. Het vermogen was 130 pk bij 2.000 toeren per minuut. De brandstoftank had een inhoud van 110 liter. Bij een gemiddeld verbruik van 25 liter per 100 kilometer gaf dit een totaal bereik van ruim 440 kilometer. De versnellingsbak had zes versnellingen voor- en één achteruit. Door toepassing van een extra reductiebak kunnen deze versnellingen in zowel een hoge- als lage gearing gebruikt worden. De maximale snelheid op de weg lag op circa 66 km/u.
Het voertuig werd uitgevoerd in twee basisvarianten, een met vier wielen en een versie waarbij de achterbanden dubbel waren uitgevoerd. Het chassis is voor vele speciale doeleinden aangepast, zoals:
- bureauwagen met metalen opbouw
- mobiele werkplaats met metalen opbouw
- ontsmettingswagen
- wagen met radar
- veldkeuken
- tankauto
- kipper
- trekker

## Speciale versies
Het voertuig is ook in licentie in België geproduceerd door Ets. Hocke. Zo'n 2000 exemplaren kwamen in dienst bij het Belgische leger. Verder heeft ook India het voertuig in productie genomen. Hier stond de vrachtwagen bekend als de Shaktiman 5000 (4x4)-vrachtwagen. Hij kreeg het stuur rechts en werd standaard uitgevoerd met dubbele achterbanden. De eerste voertuigen rolden in 1958 uit de fabriek en naarmate de productie vorderde werden meer Duitse onderdelen vervangen door componenten uit India.

## Naslagwerk
- (en)  JANE's Military Vehicles and Ground Support Equipment, 1985, p. 361-362.